# Frans van Vendôme

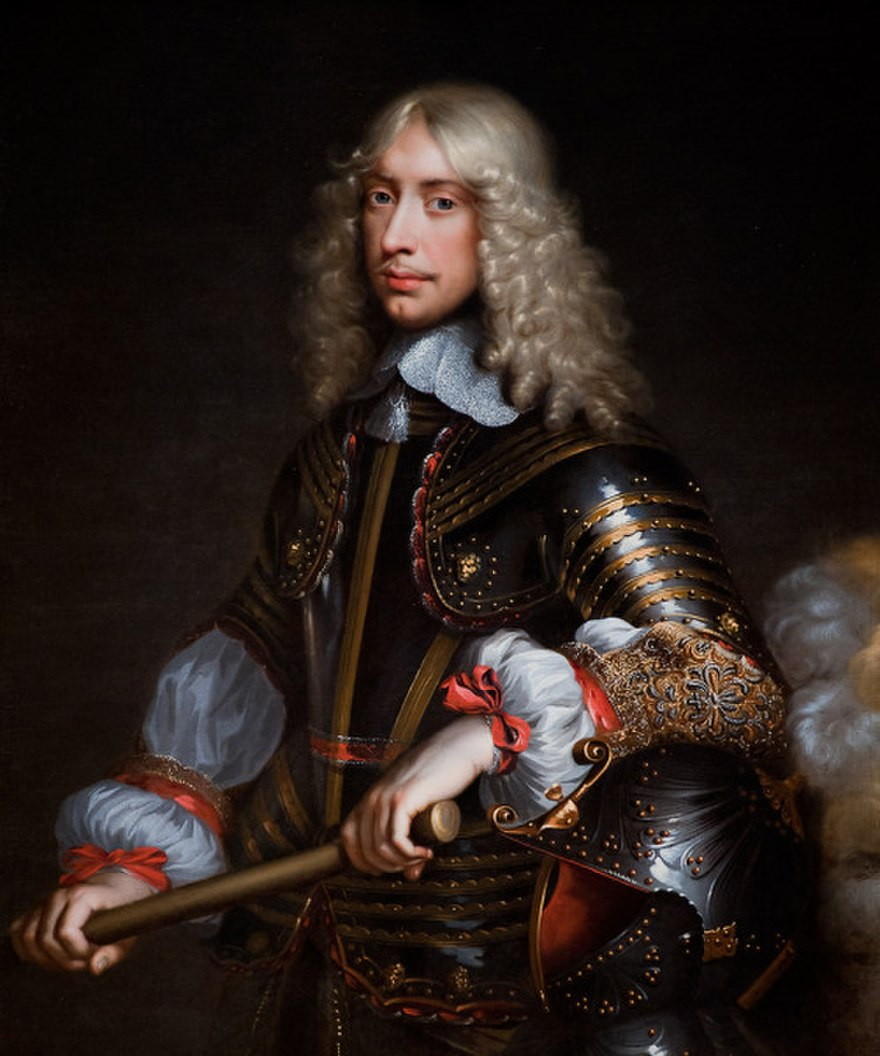
Frans van Vendôme, de hertog van Beaufort.

Frans van Vendôme (Kasteel van Coucy, 16 januari 1616 - Iraklion, 15 juni 1669) was een Frans edelman en militair.

## Biografie
Frans van Vendôme werd geboren als de tweede zoon van Caesar van Vendôme en Francisca van Lotharingen. Via zijn vader was hij een kleinzoon van koning Hendrik IV van Frankrijk. In 1642 sloot Frans van Vendôme zich aan bij Markies van Cinq Mars om Kardinaal Richelieu af te zetten. Doordat ze in hun opzet faalden was hij noodgedwongen om als banneling in Engeland te leven tot aan de dood van Richelieu.
Kort na de dood van Richelieu keerde hij terug en maakte hij onderdeel uit van een groepering aan het Franse hof. Deze wilde Frans van Vendôme naar voren schuiven als de nieuwe eerste minister, maar hij werd gepasseerd en Jules Mazarin verkreeg het ambt. Door de nieuwe minister werd hij beschuldigd wegens een moordaanslag en werd hij opgesloten in het Kasteel van Vincennes. In 1648 wist Frans van Vendôme te ontsnappen en nam hij deel aan La Fronde. Door zijn deelname aan de opstand werd hij in 1652 opnieuw verbannen. Na twee jaar mocht hij weer terugkeren, omdat Mazarin hem niet meer als een gevaar zag. Vier jaar later kreeg hij een benoeming in de Franse vloot. In 1665 werd hij benoemd tot hertog van Beaufort. Als officier van de marine vocht hij mee tijdens het Beleg van Candia in 1669 waarbij hij omkwam.

## In fictie
De hertog van Beaufort is een van de personages die voorkomt in de boeken Twintig jaar later en De burggraaf van Bragelonne van Alexandre Dumas père.